# Барсбек-каган
Барсбек-каган (др. кырг. 𐰉𐰺𐰽:𐰴𐰍𐰣 — Барс-кан) — правитель енисейских кыргызов в Хакасско-Минусинской котловине. Имел титул бек, однако затем принял титул, означавший претензию на полный суверенитет своего государства, — каган. Правители Второго тюркского каганата были вынуждены согласиться с основанием Кыргызского каганата.

## Правление
В 693 году после неудачного похода тюркютов во главе с Капаган-каганом получил официальное признание от правителей из рода Ашина, закрепив за собой титул кагана и уравняв государство енисейских кыргызов с тюркютским. Более того, он взял в себе в жёны дочь Эльтериш-кагана, создав родственные связи с домом Ашина и взял себе тронное имя «Ынанчу Алп Бильге». Во время его правления экспансия енисейских кыргызов достигла пределов Байкала, енисейскими кыргызами под руководством Тириг-бега был совершен успешный поход против курыкан, которые позже оставались под властью кыргызов вплоть до распада Кыргызского каганата.

## Внешняя политика
В 707 и 709 годах отправлял посольства в Китай, где в переписке с двором Тан утверждал, что он является потомком китайского полководца Ли Лина, подчёркивая тем самым свою родственную связь с императорским домом Тан.: 
Я и вы одного рода, не подобны другим варварам
Также отправлял послов в Тюргешский каганат, заключив тройственный союз против тюркютского государства. В 710 году отправлял посольство в Тибет во главе с Эрен-Улугом, с целью заручиться поддержкой тибетского государство, однако дипломатическая миссия не имела успеха.

## Смерть
В 709 году тюркюты во главе с Бильге-ханом Богю захватили кыргызские владения в Тыве. В 710—711 годах тюркютское войско форсировало Саянские горы и нанесло поражение кыргызам в сражении в долине Сонга, в котором погиб и сам Барсбек-каган. В своей стеле Тоньюкук писал о Барсбек-кагане:
Табгачский каган был нашим врагом, каган народа десяти стрел [Тюргешского каганата] был нашим врагом, но самым опасным и сильным врагом был кыргызский, сильный каган.

## Рунический памятник
Рунические памятник Алтын-Кёль I (Е-28) и Алтын-Кёль II, по видимому, были сооружены не лично Барсбек-каганом, а его сыновьями-близнецами. Перевод текста с памятника Алтын-Кёль I:
- (1) Тем, что на земле я принадлежал к роду Барс и обладал отвагой, я не насладился!
- (2) Вы были разящим стрелком на охоте и сильным богатырем, побеждающий в единоборстве! Элиг Бёрт Опа Барс — о разлука, о горе!
- (3) Наша прародительница, госпожа наша Умай, Ты не сотворила нас, сородичей — отважных мужей с шестью конечностями, наших верховых коней Ты не сотворила о трех ногах. О мои трофеи, о мои сокровища — я разлучился, развязался с этим миром, я передал их.
- (4) Десять лунных месяцев носила меня мать, принесла моему государству, для доблести я возмужал.
- (5) К скорби моего государства, не взирая на многочисленных врагов, я вступил в схватку и разлучился с этим миром, — о горе!
- (6) На Ваших младших родных братьев и Ваших двоюродных братьев, Вы взвалили огромную ношу.
- (7) Ради моей воинской доблести, ради славы моих родных и двоюродных братьев водружен этот вечный памятник мне.
- (8) Нас был четверо, нас разлучил Эрклиг, о горе!
- (9) Размножайтесь, расселяйтесь косули черни Золотая Сонга: тот, кто мог вас поразить на охоте, — мой Опа Барс — он удалился, о горе!

## Наследие
Несмотря на смерть кагана, государство енисейских кыргызов смогло сохранить свою самостоятельность, в последующее время от кыргызских правителей приезжали делегации в Китай и к тюркютам.
Основываясь на памятниках орхоно-енисейской письменности, учёные высказывали мнение о том, что Барсбек-каган мог стать прообразом эпического киргизского воина Манаса. С. Г. Кляшторный полагал, что памятники «Алтын-кёль I» и «Алтын-кёль II» посвящены братьям-близнецам — сыновьям погибшего Барсбек-кагана.

## Память
- В Кыргызстане Барсбек-каган объявлен национальным героем.
- Нацбанк Кыргызстана выпустил памятную монету, посвящённую Барсбеку-кагану.
- В 2011 году в городе Ош был установлен памятник Барсбеку-кагану.
- В ряде населённых пунктах Кыргызстана именем Барсбека-кагана названы улицы.